# Albert Lebourg
Albert Lebourg (1849 – 1928) foi um pintor impressionista francês, pertencente ao Grupo dos impressionistas.
Nascido em Montfort sur Risle, Lebourg estudou no Liceu de Evreux e, posteriormente, na École d'Art de Rouen. Completou os seus estudos na École de Beaux-Arts de Bris. Nesta cidade trabalhou igualmente numa atelier de um arquitecto, muito conhecido no local.
Turnou-se, em 1872, professor de desenho na Societé des Beaux-Arts Algiers em Argel, onde pintou, entre outros muitos quadros, La Rue des Bouchers à Alger. Retornou ao seu país natal em 1877, estabelecendo-se, pois, em Paris, que na época era o maior centro artístico mundial.
Depois deste período na capital, Lebourg percorreu toda a Normandia, tendo visitado cidades como Hondouville e Honfleur.
Entrou para o grupo dos impressionistas, em 1883, convidado por estes. Com o grupo, concretizou uma grande série de exposições de aclamado sucesso, entre elas uma, em 1890, no Salon de la Societé Nationale des Beaux-Arts, sendo nomeado Cavaleiro da Légion d'Honneur em 1903.